# 程小青
程小青（1893年6月2日—1976年10月12日），原名程青心、又名程輝齋，中国侦探小说家，翻译家。一般認其為中國偵探小說之父。他受福尔摩斯探案的影响，写成了中国第一部白话侦探小说《霍桑探案》，并翻译《福尔摩斯探案全集》。对侦探小说在中国的扎根与普及起到了开创性贡献，被称为“中国侦探小说第一人”。

## 早年
程小青祖籍安徽安庆，出生于上海南市淘沙场。1917年年迁居江苏苏州。他自幼聪明好学，后辍学入钟表店当学徒。工作之余接触到埃德加·爱伦·坡、柯南道尔和莫理斯·卢布朗的作品。1911年他写了自己的第一篇小说，向《小说月报》投稿，结识了编辑恽铁樵。恽铁樵建议程小青广泛阅读各派文学作品，两人此后多通信往来，程小青逐渐转为以文学创作为业。
1914年上海《新闻报》副刊《快活林》进行竞赛征文，程小青受到歇洛克·福尔摩斯形象的影响，写成以私家侦探霍桑为主角的短篇故事《灯光人影》（此篇未在程小青全集中，一般认为是大幅修改后成为《酒后》一篇）参与征文，被选中，且颇受读者欢迎，但因排版工人手植错误，将“霍森”误为“霍桑”，程小青将错就错，自此他的侦探小说均以霍桑为主角。之后他相继创作了以霍桑为主角的作品七十四篇，还仿照福尔摩斯的助手约翰·华生，创作了霍桑的助手包朗。
1915年程小青结识美国友人许安之，学习英文。不久，他就可以阅读报刊，开始练习翻译。1916年3月他应中华书局邀请，和周瘦鹃、严独鹤等十二人合作用文言文翻译《福尔摩斯侦探案全集》共十二册44个案件，其中程小青翻译了《最后一案》、《红圈会》等案件。《福尔摩斯侦探案全集》由包天笑作序，刘半农作跋，于当年4月出版。该全集因翻译严谨，注释详尽，符合当时侦探小说流行的社会趋势，故而极其畅销。1917年又出了修订本，补齐了缺少的案件。截止1936年共出20版，极受欢迎。1920年代末他主译了《陈查理探案》。1935年他为世界书局编译了《菲洛·凡斯侦探案》
1945年抗日战争胜利后，程小青试图重新创作侦探小说，却发现力不从心。他专心整理自己早期的作品，于1946年发行了《霍桑探案袖珍丛刊》，涵盖了他几乎所有的作品。中华人民共和国成立后，程小青任语文教师，兢兢业业，一丝不苟。1956年响应关于专业作家归队的号召，离开苏州一中，专职从事写作。后由柴德赓介绍，加入中国民主促进会。后被选为民进江苏省委委员、苏州市委常务委员。在公安部门的大力协助下，根据报刊报导的素材，创作惊险通俗小说，他所创作的《大树村血案》《她为什么被杀》《生死关头》《不断的警报》等作品。发行量都在二十万册以上。
但好景不长，反右运动随即到来。发言要帮程小青出选集的陆文夫被批评，程小青自己也尽量谨言慎行，不敢再提侦探小说。六十年代风行一时的电影《徐秋影案件》，即据他的小说改编而成。1962年与老友周瘦鹃、范烟桥、蒋吟秋欢宴于苏州松鹤楼餐馆，庆祝七十寿辰。郑逸梅、徐碧波特地由沪赶来祝贺。文革伊始，受各地批判三家村的影响，与周瘦鹃、范烟桥一起被指为苏州“三家村”，在开明大戏院被批斗，随即被抄家。随着范烟桥病逝，周瘦鹃跳井自杀，程小青悲痛不己，受到很大刺激。1970－1971年起被软禁在家，失去行动自由。后获得自由，常与郑逸梅等人通信。
1976年10月12日在苏州逝世，享年82岁，葬于苏州吴中区越溪街道旺山村旺山公墓。

## 作品

### 霍桑探案
- 貓兒眼
- 樓頭人面
- 催眠術
- 海船客
- 怪房客
- 酒後
- 珠項圈
- 一隻鞋
- 灰衣人
- 血匕首
- 逃犯
- 烏骨雞
- 兩粒珠
- 輪下血
- 無罪之兇手
- 迷宮
- 舞后的歸宿
- 白衣怪
- 催命符
- 斷指團
- 霜刃碧血
- 矛盾圈
- 紫信箋
- 青春之火
- 狐裘女
- 活尸

## 家庭：
程小青老師的夫人是黃含章，兩人原有六分子女，但是三個孑女早夭，剩下的二男一女，分別是長子程育德，女兒程育真，及次子程育剛